# Aschacher Bahn
| 5047 027 im Bahnhof Aschach a. d. Donau (1993) |                      |                                 |                                 |
| |                      |                                 |                                 |
| Streckennummer (ÖBB): | 256 01               |                                 |                                 |
| Kursbuchstrecke (ÖBB): | 152                  |                                 |                                 |
| Streckenlänge: | 20,5 km              |                                 |                                 |
| Spurweite: | 1435 mm (Normalspur) |                                 |                                 |
| Maximale Neigung: | 17 ‰                 |                                 |                                 |
| Minimaler Radius: | 171 m                |                                 |                                 |
| Streckengeschwindigkeit: | 65 km/h              |                                 |                                 |
| |                      |                                 |                                 |
| \| \| \| von Wels \| \| \| \| 0,000 \| Haiding \| 320 m ü. A. \| \| \| \| nach Passau \| \| \| \| 2,529 \| Breitwiesen \| Breitwiesen \| \| \| 5,298 \| Finklham \| 289 m ü. A. \| \| \| \| Innbach \| \| \| \| 6,862 \| Breitenaich \| Breitenaich \| \| \| 7,066 \| EK B 134 \| EK B 134 \| \| \| 8,386 \| Kalköfen-Daxberg \| 277 m ü. A. \| \| \| 10,551 \| Lahöfen \| Lahöfen \| \| \| \| Linzer Lokalbahn von Peuerbach \| \| \| \| 12,524 \| Eferding \| 271 m ü. A. \| \| \| \| Linzer Lokalbahn nach Linz \| \| \| \| 12,738 \| EK B 134 \| EK B 134 \| \| \| 14,739 \| Leumühle \| Leumühle \| \| \| 16,980 \| Pupping \| 271 m ü. A. \| \| \| 18,471 \| Karling \| Karling \| \| \| 18,520 \| EK B 130 \| EK B 130 \| \| \| 18,558 \| Aschach \| Aschach \| \| \| 19,733 \| Anschlussbahn Arthofer (Awanst) \| Anschlussbahn Arthofer (Awanst) \| \| \| 19,? \| Anschlussgleis Agrana \| Anschlussgleis Agrana \| \| \| 19,? \| Anschlussbahn Lagerhaus \| Anschlussbahn Lagerhaus \| \| \| 19,953 \| Anschlussbahn Melchart \| Anschlussbahn Melchart \| \| \| 20,500 \| Aschach a. d. Donau \| 274 m ü. A. \| \| \| \| Anschlussgleis Agrana \| \| |                      |                                 |                                 |
| Strecke |                      | von Wels                        | von Wels                        |
| Bahnhof | 0,000                | Haiding                         | 320 m ü. A.                     |
| Abzweig geradeaus und nach links |                      | nach Passau                     | nach Passau                     |
| Haltepunkt / Haltestelle | 2,529                | Breitwiesen                     | Breitwiesen                     |
| Haltepunkt / Haltestelle | 5,298                | Finklham                        | 289 m ü. A.                     |
| Brücke über Wasserlauf |                      | Innbach                         | Innbach                         |
| Haltepunkt / Haltestelle | 6,862                | Breitenaich                     | Breitenaich                     |
| Bahnübergang | 7,066                | EK B 134                        | EK B 134                        |
| Haltepunkt / Haltestelle | 8,386                | Kalköfen-Daxberg                | 277 m ü. A.                     |
| Haltepunkt / Haltestelle | 10,551               | Lahöfen                         | Lahöfen                         |
| Abzweig geradeaus und von links |                      | Linzer Lokalbahn von Peuerbach  | Linzer Lokalbahn von Peuerbach  |
| Bahnhof | 12,524               | Eferding                        | 271 m ü. A.                     |
| Abzweig geradeaus und nach rechts |                      | Linzer Lokalbahn nach Linz      | Linzer Lokalbahn nach Linz      |
| Bahnübergang | 12,738               | EK B 134                        | EK B 134                        |
| Haltepunkt / Haltestelle | 14,739               | Leumühle                        | Leumühle                        |
| Haltepunkt / Haltestelle | 16,980               | Pupping                         | 271 m ü. A.                     |
| Haltepunkt / Haltestelle | 18,471               | Karling                         | Karling                         |
| Bahnübergang | 18,520               | EK B 130                        | EK B 130                        |
| Brücke über Wasserlauf | 18,558               | Aschach                         | Aschach                         |
| Abzweig geradeaus und nach links | 19,733               | Anschlussbahn Arthofer (Awanst) | Anschlussbahn Arthofer (Awanst) |
| Abzweig geradeaus und nach rechts | 19,?                 | Anschlussgleis Agrana           | Anschlussgleis Agrana           |
| Abzweig geradeaus und von links | 19,?                 | Anschlussbahn Lagerhaus         | Anschlussbahn Lagerhaus         |
| Abzweig geradeaus und ehemals nach links | 19,953               | Anschlussbahn Melchart          | Anschlussbahn Melchart          |
| Bahnhof | 20,500               | Aschach a. d. Donau             | 274 m ü. A.                     |
| |                      | Anschlussgleis Agrana           |                                 |

Die Aschacher Bahn ist eine normalspurige Nebenbahn, die im Bahnhof Haiding von der Bahnstrecke Wels–Passau abzweigt. Sie führt meist fallend 20 km weiter in nördlicher Richtung zur Donau hin, die sie bei Aschach erreicht. Dabei kreuzt sie im Bahnhof der Bezirksstadt Eferding die elektrifizierte Strecke der Linzer Lokalbahn. Seit dem Jahreswechsel 2023/2024 ist die Strecke im Eigentum der Schiene Oberösterreich GmbH. Sie ist eingleisig, nicht elektrifiziert und wird derzeit nur für Güterverkehr genutzt. Für den Abschnitt Eferding–Aschach ist die Wiederaufnahme des Personenverkehrs geplant.

## Geschichte
Erbauer und Eigentümerin war die von der Stadt Wels gegründete Lokalbahn-Gesellschaft Wels–Aschach, die die Strecke auf Grundlage der Concessionsurkunde vom 10. October 1885 für die Locomotiveisenbahn von Wels (Haiding) nach Aschach an der Donau am 20. August 1886 eröffnete. Den Betrieb führte von Anfang an die jeweilige Staatsbahn. Nach dem Bau der Strecke von Wels über Sattledt nach Unterrohr (spätere Almtalbahn) firmierte die Gesellschaft als Welser Lokalbahn AG. Die Züge begannen und endeten in Wels.
Bis zum kompletten zweigleisigen Ausbau des Passauer Flügels der Westbahn besaß die Lokalbahn bereits ein eigenes Gleis von Wels nach Haiding. Die auf diesem Abschnitt befindliche Haltestelle Wels Puchberg (früher Puchberg bei Wels) wurde bis zu deren Auflassung von den Regionalzügen der Aschacher Bahn mit bedient.
In Aschach kam am 1. August 1894 noch eine 0,8 km lange Schleppbahn hinzu, die vom Bahnhof zur Donaulände führte. Sie diente in den Jahren 1898 bis 1914 und 1932 bis 1937 auch dem Personenverkehr als Zubringer zur Donauschifffahrt. Sie wurde in den Jahren 1958/59 von der Donaukraftwerke AG (DoKW) Aschach in eine rechtsufrige Zufahrtsstrecke zum Kraftwerk umgebaut.
Im Dezember 1895 wandte sich ein sog. Actions-Comité mit einem Schriftstück an den oberösterreichischen Landtag, mit dem Hintergrund einer Attraktivierung sowohl der Aschacher Bahn als auch der Mühlkreisbahn. Konkret wurde die Verbindung dieser beiden Bahnen über eine Donaubrücke stromaufwärts bei Neuhaus und Einmündung bei Neufelden vorgeschlagen. Realisiert wurde dieses Vorhaben nie.
Im Jahre 1942 wurde die Deutsche Reichsbahn – als damalige Staatsbahn – Eigentümerin der bisherigen Welser Lokalbahn AG, also auch der Aschacher Bahn. Nach dem Zweiten Weltkrieg wurde sie von den Österreichischen Bundesbahnen (ÖBB) betrieben.
Seit dem 9. Dezember 2007 wird der Güterverkehr von Stern & Hafferl geführt. Bedeutung hat die Strecke heutzutage nur mehr im Güterverkehr (u. a. zur Maisstärkefabrik der Agrana in Aschach). Der Personenverkehr war in diesem Gebiet stets schwach entwickelt – bis Mai 2000 gab es unter der Woche täglich noch sieben Zugpaare, am Wochenende täglich vier. Ab diesem Zeitpunkt wurden sämtliche Kurse, bis auf ein morgendliches Zugpaar, mit Bussen geführt, welche auch in Orte fahren, die nicht im Einzugsbereich der Bahn liegen. Ab dem 1. Juli 2008 verkehrte in den Sommermonaten am Wochenende nachmittags ein weiteres Zugpaar. Mit Fahrplanwechsel am 15. Dezember 2019 stellten die ÖBB den Schienenpersonenverkehr zwischen Haiding und Aschach an der Donau ein.

## Übernahme durch die Schiene Oberösterreich
Mit 1. Jänner 2024 wurde die Aschacher Bahn von der Schiene Oberösterreich GmbH übernommen und ging damit von Bundes- in Landeseigentum über. Die Betriebsführung bleibt nach der Übernahme vorläufig bei der ÖBB-Infrastruktur AG. Die Übernahme wurde bereits im Jahr 2019 angekündigt und hätte bereits 2021 erfolgen sollen. Mittelfristig soll die Strecke in das von Stern & Hafferl betriebene Netz der Linzer Lokalbahn eingegliedert werden. Im Abschnitt Eferding–Aschach ist die Wiederaufnahme des Personenverkehrs als Teil der S-Bahn Oberösterreich geplant. Dazu soll dieser Abschnitt elektrifiziert und der Bahnhof Eferding ausgebaut werden.

## Fahrzeuge
Typische Triebfahrzeuge auf dieser Strecke waren im Güterverkehr die Lokomotiven der Reihen 2060, 2062 und 2067 (zuletzt auch 2043 und 2048), sowie im Personenverkehr die Triebwagen der Reihen 5070, 5081 und zuletzt 5047.
Heute wickeln die Lokomotiven der Reihe 2016 von Stern & Hafferl den Güterverkehr ab.

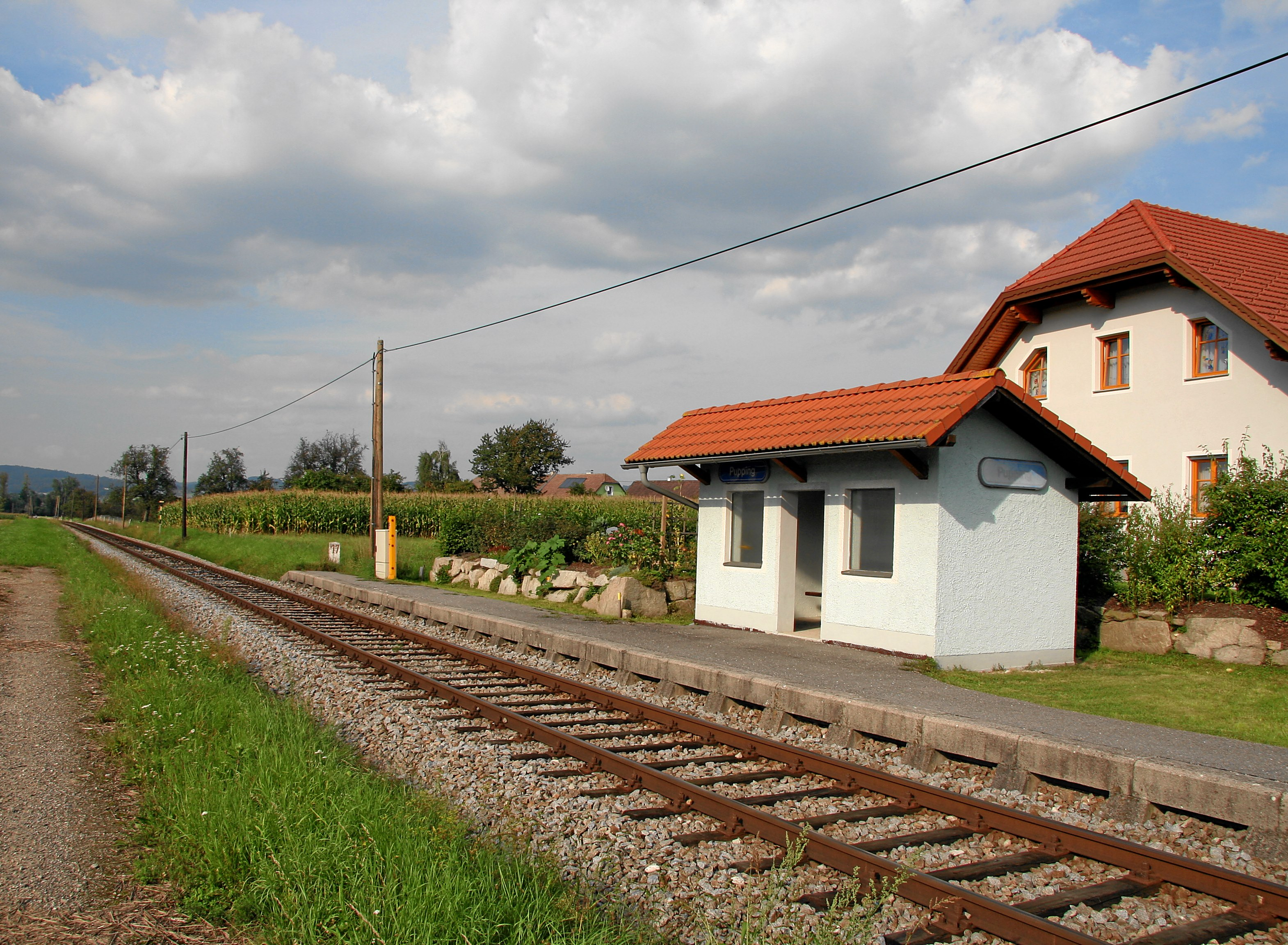
Haltestelle Pupping
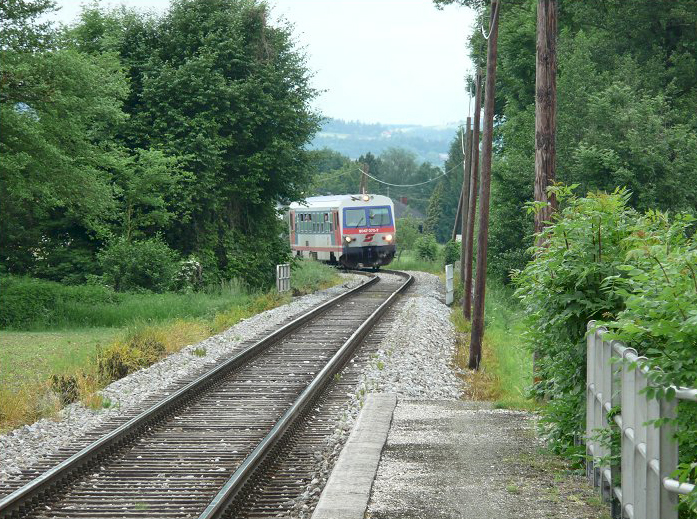
Einfahrt des Zuges R 3237 in die Haltestelle Leumühle
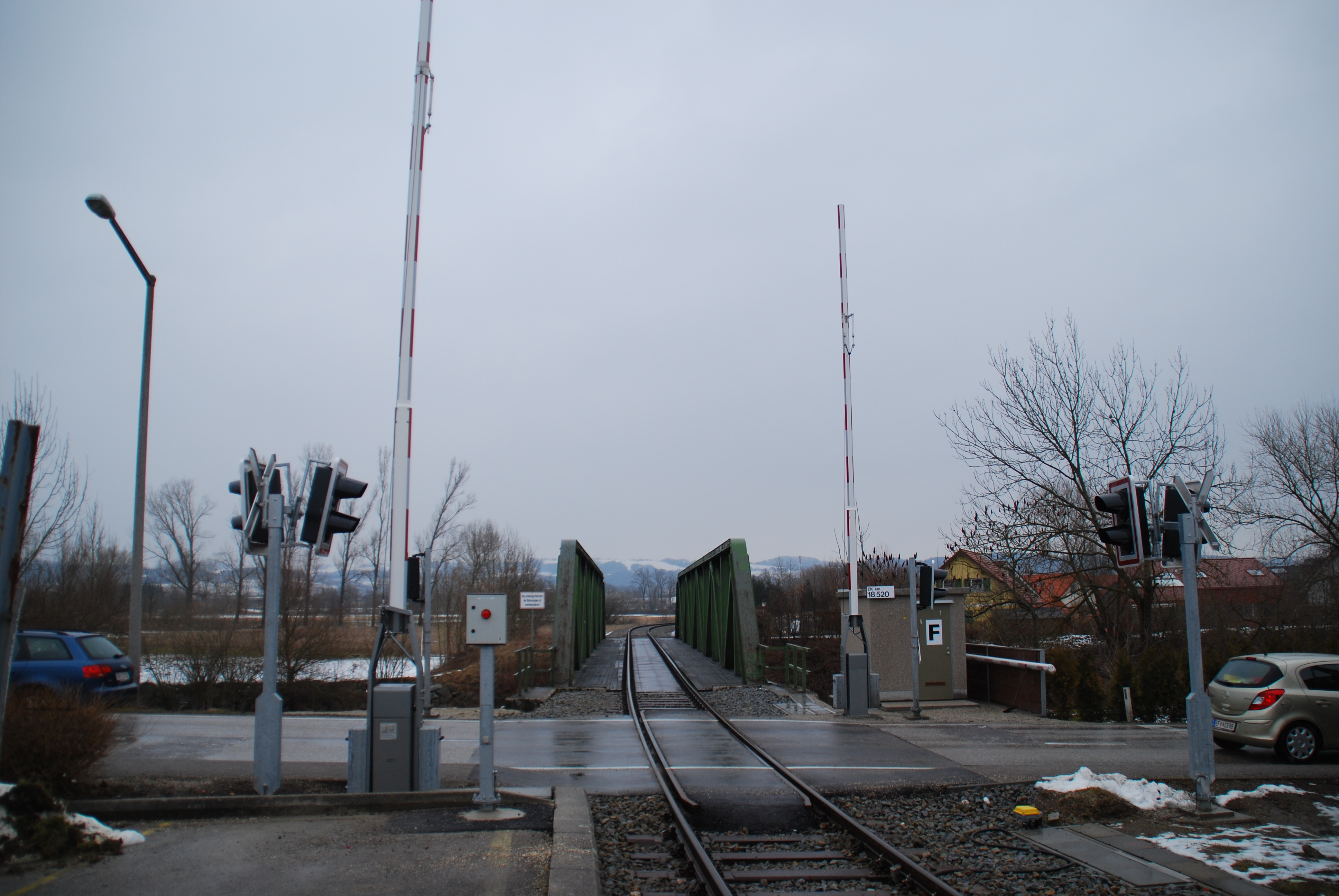
Brücke über die Aschach
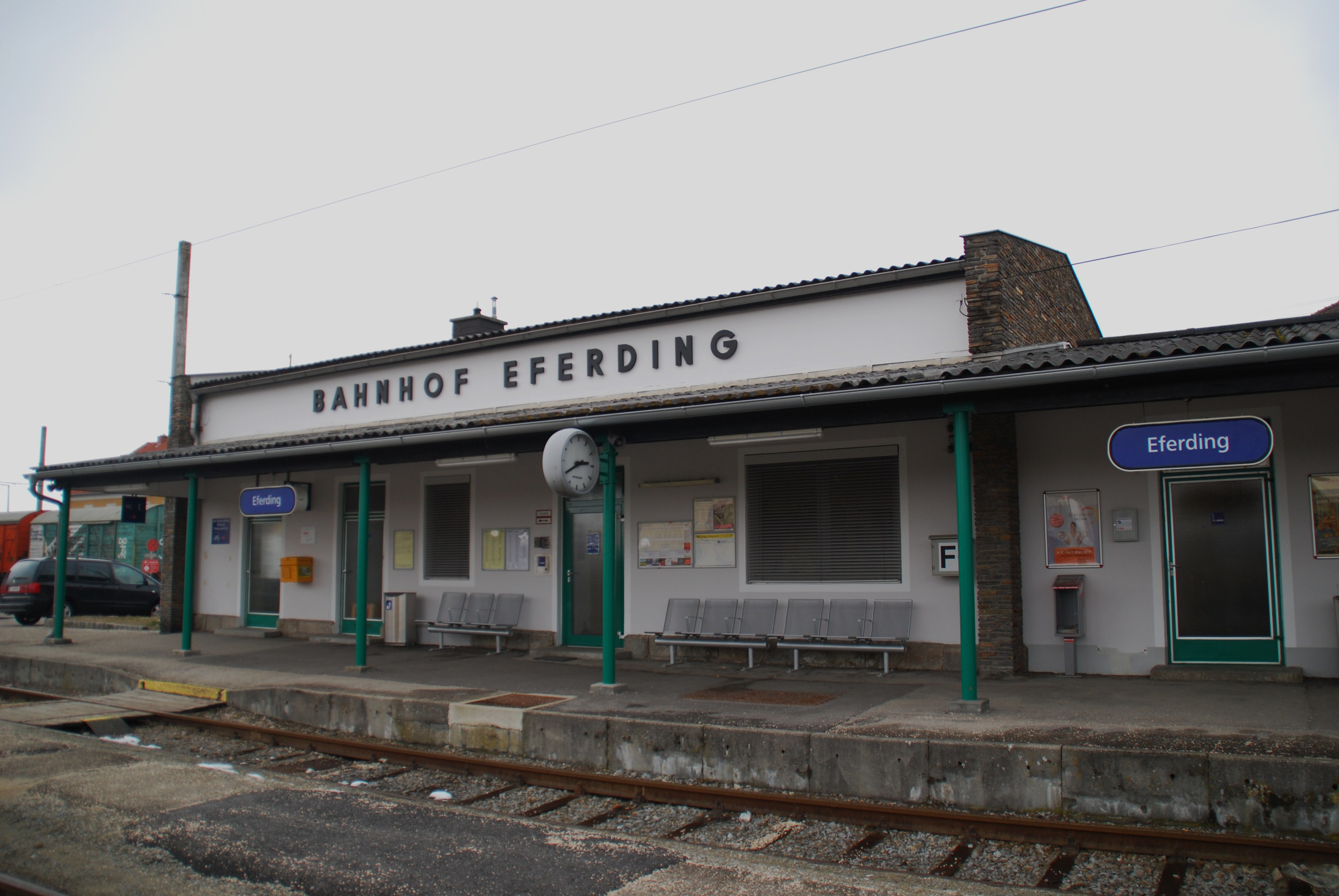
Bahnhof Eferding